# كمانكيشليك
كِمانكيشليك (بالتركية: Kemankeşlik)‏ هو اسم رياضة رماية السهام التي كانت تُمارس في الدولة العثمانية. ورامي السهام يُطلق عليه "كِمانكش" (بالتركية: Kemankeş)‏ في اللغة التركية، والرماة "كِمانكش لر" (بالتركية: Kemankeşler)‏.

## التسمية
تتكون كلمة "كِمانكش" (بالتركية: Kemankeş)‏ التي يُقصد في معناها "الرامي"، من مزيج من كلمتين هما "كِمان" (بالتركية: keman)‏ ومعناها في التركية: القوس، و"كِش" (بالتركية: keş)‏ ومعناها في التركية: جذب أو شدّ. والمعن الكلي هو "شدُّ القوس"، وهو اسم يطلق على أولئك الذين يشدون أوتار الأقواس لرماية السهام.
واللاحقة "ليك" (بالتركية: lik)‏ في اللغة التركية لها عدة استخدامات، منها تحويل بعض الصفات والمهن والآلات إلى اسم يعبر عن المهن والحرف. 
وعليه، فكلمة كِمانكيشليك (بالتركية: Kemankeşlik)‏ تعني حرفيا "ممارسة شد القوس"، ويقصد بها: "الرماية بالسهام".

## تاريخ الرماية عند الأتراك
تحتل الرماية مكانة مهمة في الثقافة التركية منذ العصور القديمة. من اللافت للنظر من وجهة نظر تاريخية أنه لا يوجد مجتمع يتبنى الرماية مثل الأتراك ويعطي أهمية لها.
بدأ هذا الاهتمام في الولايات التركية الأولى، حيث كان الخانات الأتراك (حكام القبائل) يمسكون القوس والسهم أثناء جلوسهم على العرش للدلالة على القوة، وكانت صور القوس والسهم على النقود المسكوكة والأختام الرسمية عناصر بصرية ترمز إلى قوة الدولة. 
ويظهر ذلك بوضوح أيضاً في بيرق الدولة السلجوقية، إحدى الدول الإسلامية الكبرى التي امتدت 157 عاماً ولعبت دوراً كبيراً في تاريخ الدولة العباسية والحروب الصليبية والصِّراع الإسلامي البيزنطي، وقد تأسَّست على يد سلالة السَّلاجقة التي تنحدر من قبيلة قنق (بالتركية: Kınık)‏ التركية من أتراك الأوغوز،  حيث كانت بيارقهم يعلوها قوس مرسوم. 

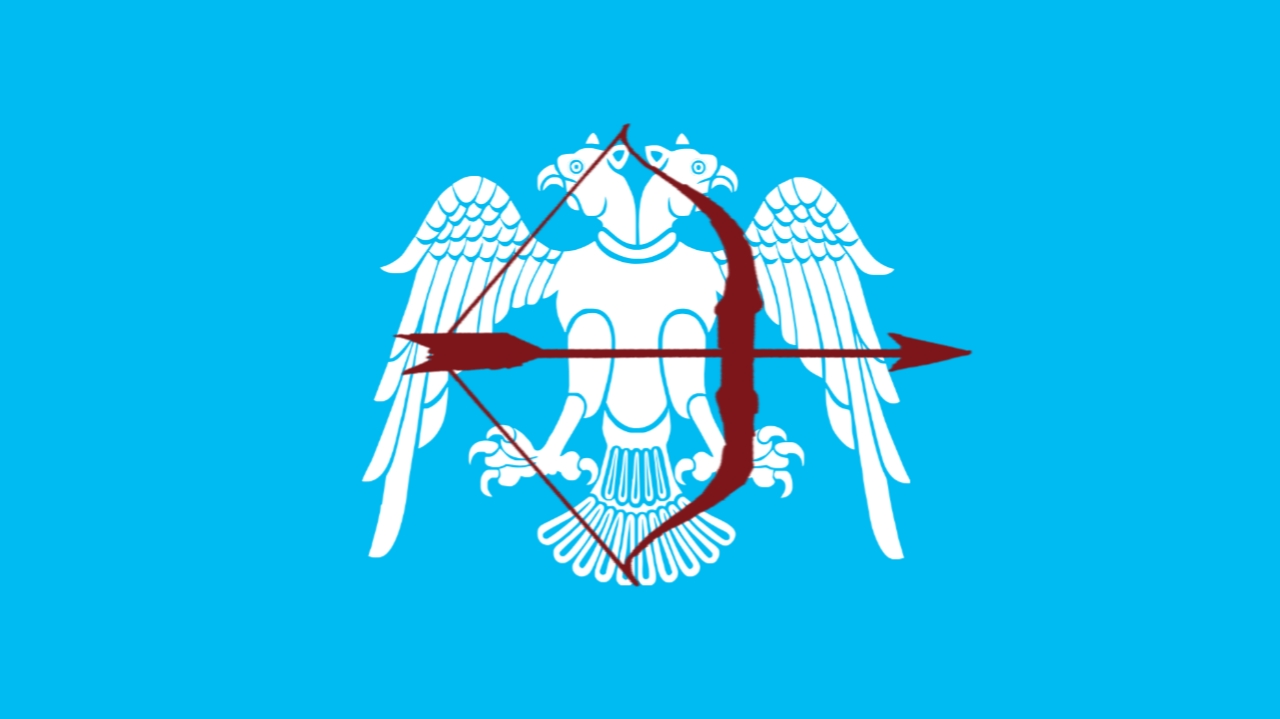
بيرق الدولة السلجوقية يعلوه رسم القوس، رمز القوة، ويعكس الاهتمام الشديد بالرماية في تلك الدولة التركية.

ثم ازداد الاهتمام بالرماية أكثر خلال الفترة العثمانية، لدرجة أن انتشار الأسلحة النارية في القرن السادس عشر لم يقلل من الأهمية الثقافية للرماية. فقد دخلت الرماية إلى الدولة العثمانية بواسطة أتراك آسيا الوسطى.
وإلى اليوم، لا يزال الاهتمام بالرماية كرياضة مستمراً في تركيا في النوادي، وفي البيوت الريفية، حيث يستخدم الرياضيون معدات الرماية القديمة والحديثة والأدوات التقليدية الخاصة بها. 
|  |  |

## من الصحابة
يَعُدُّ رُماةُ السهام العثمانيون الصحابي الجليل سعد ابن أبي وقاص واحداً من الكِمانكشلار (الرماة)، وهو الذي رمى أوّل سهمٍ في سبيل الله في الإسلام.

## الرماة
ظهر في رشق السهام العثمانية رُماة عِظام على مرِّ القرون، منهم من سَجَّلَ أرقاماً قياسية عثمانية لم يستطع أحد في العالم أن يحطمها على مدى 500 عام،  سجل بعضهم أرقامًا قياسية يصعب تحطيمها، مع تسديدات بلغ مداها 850 مترً. 
هناك الكثير من الرماة الذين لا نعرف عن أسمائهم شيئا،  ولكن نعرف البعض القليل منهم، مثل:

### شوجا

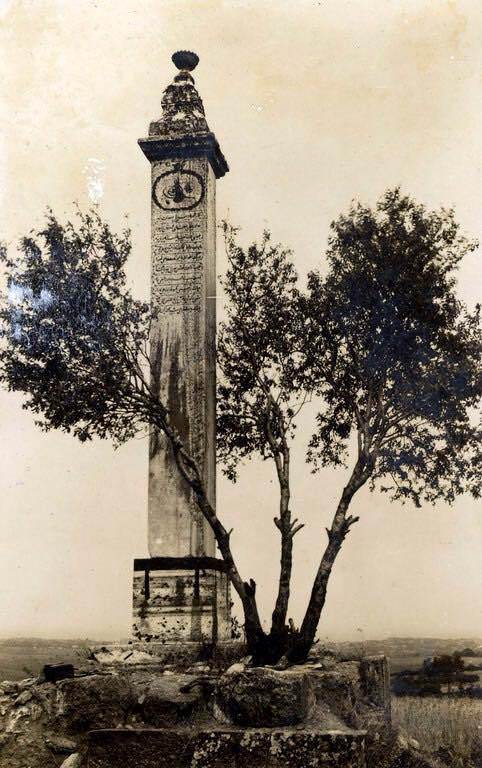
"حجر النيشان" الذي أقامه السلطان محمود الثاني لأبعد سهم قياسي رماه، وهو موجود في منطقة "عجيباديم" في حيّ "قاضي كوي" بمديرية أسكودار، اسطنبول.

الرامي الشهير "شوجا" (بالتركية: Şüca)‏ من مدينة بورصة.

### صولاق بالي
صولاق "بالي" (بالتركية: Solak Bali)‏ الذي لُقِّبَ بلقب "هافانديلين" (بالتركية: Havandelen)‏ ومعناه "الهاون الثاقب" بسبب قوة السهام التي يرميها في الاختراق، وهو أحد أشهر الرماة والموهوبين في زمانه.  ولقب صولاق (بالتركية: Solak)‏ الذي يسبق اسمه يعني باللغة التركية: أعسر، أي أنه كان يستخدم يده اليسرى بدلاً من اليمنى، وقد كانت هناك فيلق من جنود الإنكشارية العثمانيين اسمه صولاق ينضوي تحته فقط من يستخدمون يدهم اليسرى ليرافقوا السلطان. 

### إسكندر توزكوباران
الرامي "إسكندر" (بالتركية: İskender)‏ الذي اشتهر بكنية "توزكوباران" (بالتركية: Tozkoparan)‏ التي معناها "صانع الغبار" بسبب سرعة وشدة السهم الذي يرميه فيشقّ الهواء ويثير الغبار حوله عبر مروره بسبب سرعته، والذي وصل أبعد سهم أطلقه إلى 845.46 مترًا وهذا رقم قياسي عالمي، وقد استشهد "توزكوباران إسكندر" في معركة ليبانت البحرية عام 1571م، 

### كمانكش أحمد باشا
كمانكش أحمد باشا، رجل دولة شغل منصب رئيس البحرية في عهد السلطان سليمان القانوني بين عاميّ 1531م و 1533م، واشتهر بنجاحه في الرماية. في عام 1533م، سلم مهمة قيادة البحرية العثمانية إلى خير الدين بربروس باشا وانضم معه إلى معركة بروزة البحرية 1538م.

### كمانكش قره علي باشا
كمانكش "قره علي باشا"، الصدر الأعظم (كبير الوزراء) للدولة العثمانية في الفترة ما بين 30 أغسطس 1623م حتى 3 أبريل 1624م. 

### كمانكش قره مصطفى باشا
كمانكش "قره مصطفى باشا"، كان سكبان باشي طائفة الإنكشارية، ثم رقاه السلطان إلى رتبة آغا الإنكشارية، وحصل على ثقة السلطان مراد الرابع فصار قبطان باشا لثلاث سنوات، ثم أصبح الصدر الأعظم للدولة العثمانية في الفترة ما بين 23 ديسمبر 1638م حتى 31 يناير 1644م، وكان يحمل رُتبة أدميرال البحرية العثمانية.
كان "مصطفى" قد أُحضِرَ إلى اسطنبول في سن مبكرة، وتدرب على يد "قره حسن" آغا الفيلق الإنكشاري، وبمرور الوقت ارتقى ليصبح آغا الإنكشارية (رئيسهم). وبسبب موهبته في الرماية ، أطلق عليه لقب "Kemankeş" أي "رامي" ولقب "قره Kara" أي "شديد". ونظرًا لنجاحه في حملة ريفان (بالتركية: Revan)‏، تم تعيينه قبطانًا بحرياً. وفي وقت لاحق، بالإضافة إلى كونه قبطانًا للبحر، تولى أيضًا مهمة رئاسة الوزارة الكبرى للدولة العثمانية.

## أعمدة ميدان الرماية الحجرية
أعمدة ميدان الرماية، وتُسمّى "حَجَر المَدَى" (بالتركية: Menzil taşı)‏، هي العلامات الأثرية التي أقيم عندها أعمدة حجرية لتوثيق نجاح رامي السهام (بالتركية: kemankeş)‏ في إطلاق السهم إلى أبعد نقطة قياسية فكان يتم إقامة ذلك العمود الحجري حيث سقط السهم الذي رماه.
كان من المعتاد أن يتم نصب العامود الحجري في مأدبة ويوزع صاحب السجل الهدايا بقدر ما يستطيع.
تم تشييد 300 من أحجار المدى، يقع معظمها في منطقة "أوك ميداني" (بالتركية: Okmeydanı)‏ في اسطنبول وترجمة اسم ذلك المكان هو: "ميدان السهم"، وكان ذلك حتى نهاية القرن التاسع عشر، ولكن بقيَ منها حالياً 30 عامود فقط.

### حجر النيشان
إذا كان رامي السهام أحد السلاطين العثمانيين، فإن علامة هذه العامود الحجري يُسمى "الحجر المستهدف" (بالتركية: nişan taşı)‏ أو "حَجَر النيشان" فيحاول الرماة كسر هذا الرقم القياسي بتجاوز حجر المدى الذي تم تشييده سابقًا وإقامة حجر آخر أبعد منه.

## أدوات الرمي

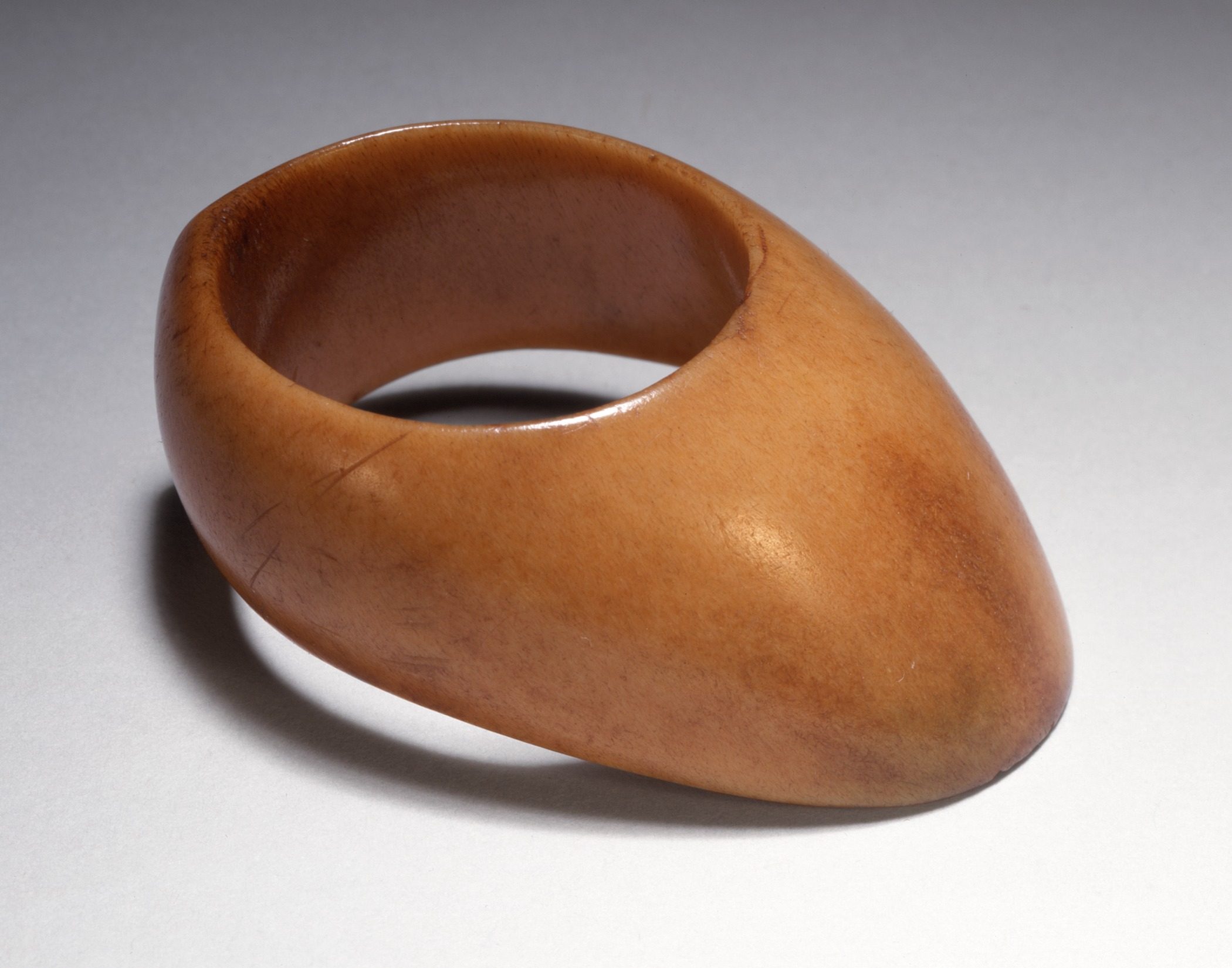
"زيهغير" من القرن 17، يلبسه الرامي حول إبهامه لشد الوتر بشده وليحميه من الإصابة.

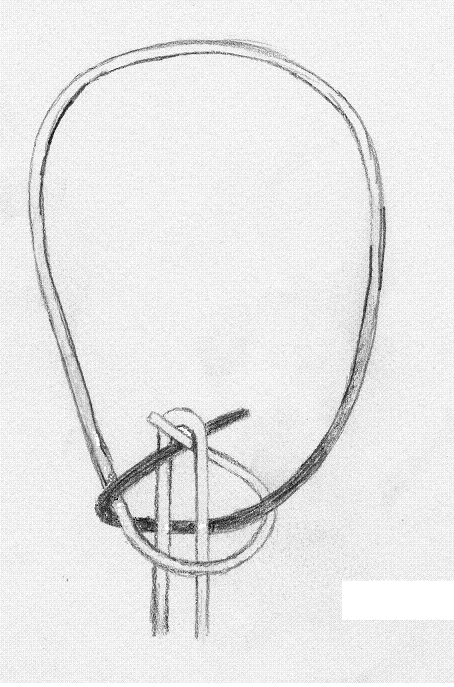
رسم تخطيطي للعقدة التي كان يستخدمها الرماة الأتراك العثمانيون لربط الحلقات الطرفية على الأوتار.

القوس والسهم العثماني من أدوات رياضة الرماية بالنبل؛ ولهما مواصفات وأسماء:

### طول السهم
- يُقاس بمسافة تُسمَّى "جيز" (بالتركية: gez)‏ وهي تقارب 61 سم. و "الجيز" هو النقرة الموجودة على عارضة السهم في مؤخرته للتصويب. ويُصنع السهم من مواد خشبية مختلفة، من أجزاء أشجار الصنوبر التي تستقبل الرياح الشمالية أو من قصب البامبو.

### رأس السهم
- واسمه بالعربية: الفوقة، وبالعثمانية يسمى "تيمرين" (بالتركية: temren)‏، وهو مصنوع من العظام أو من الحديد.

### الجزء الأخير في نهاية السهم
- وهو جزء الريش، ويسمى "ياليك (بالتركية: yelek)‏ أي "السُترة"، وعادة يُصنع باستخدام ريش البجع أو النسور.

### غطاء الإبهام
- يلبس الرامي كستبان حلقي حول إبهامه يُسمى "زيهغير" (بالتركية: zihgir)‏ ليمكنه من سحب أوتار القوس وشدِّها بقوة والحفاظ عليها منتظمة، وحماية أصابعه من الإصابة.

### القوس
- كانت الأقواس العثمانية عملية للغاية، قصيرة وسهلة الاستخدام وصلبة للغاية.

### وتر القوس
- يُطلق عليه اسم "تيركاش"(بالتركية: tirkeş)‏ أو "تشيلا" (بالتركية: Çile)‏. وتُصنع الأوتار من أمعاء الأغنام أو من خيوط الحرير.

### الأقواس

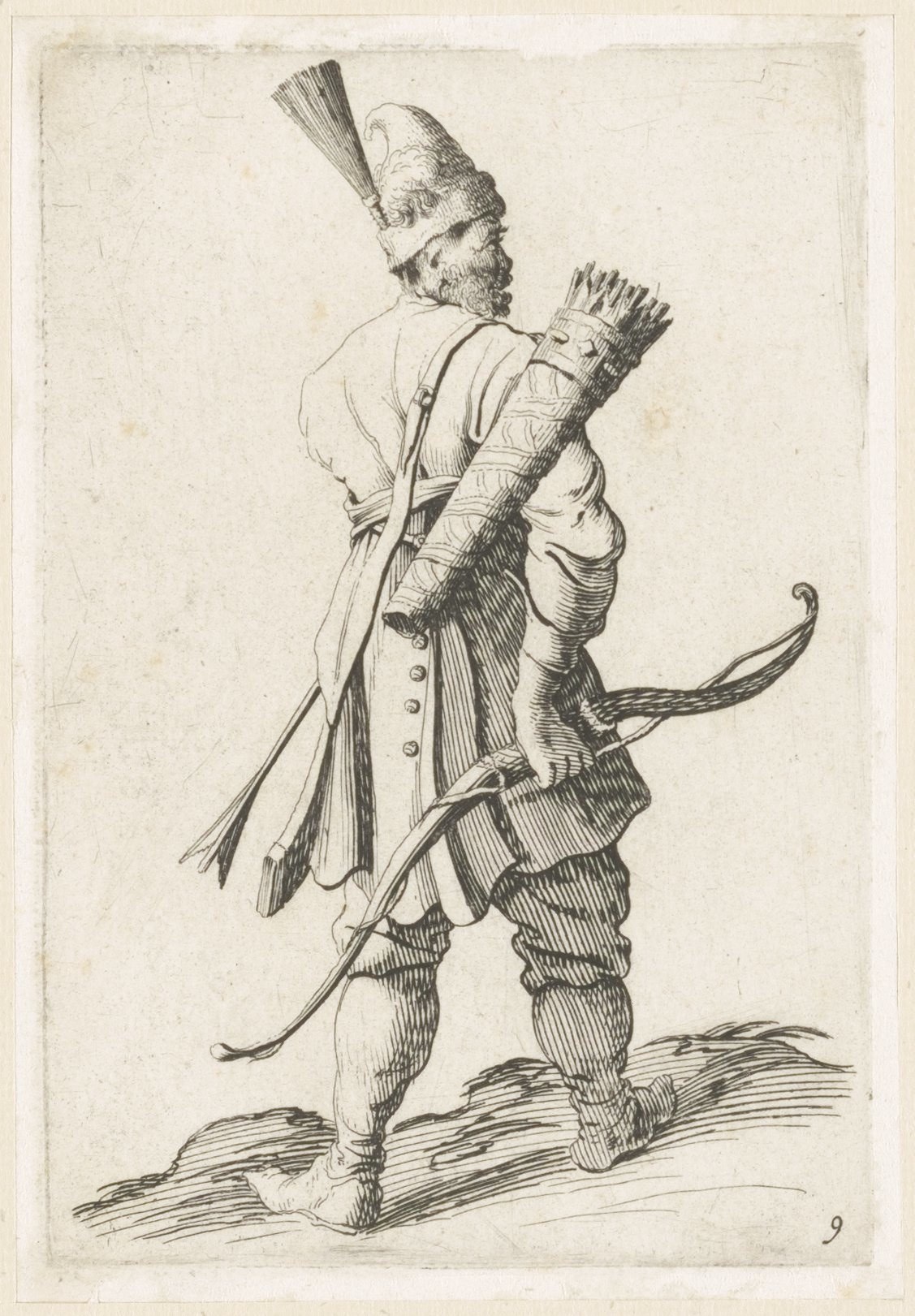
رسم لرامي يحمل قوساً، ويُرى وتر القوس مرتخيا كما في الحالة الطبيعية. عند استخدام القوس للرمي، ينبغي شدّ القوس بالوتر حتى يكون جاهزا للاستخدام.

- لا تكون الأقواس مشدودة دائماً بالأوتار طوال الوقت كما يظهر في الأفلام، ففي الحالة الطبيعية يكون القوس والوتر في حالة ارتخاء، ثم عند الاستخدام للرمي، يتم تجهيز القوس وشد أوتاره قبل الرمي، وذلك للحفاظ على شدة وقوة الأوتار لكي لا ترتخي تدريجيا إن ظلت مشدودة طوال الوقت ويضبح مدى الرمي أقصر.

### تجهيز القوس
- يتم تجهيز القوس للرمي عن طريق شَدِّهِ إلى الخلف، وهو عمل شاق للغاية. توجد أمثلة ورسومات توضيحية حول كيفية إعداد القوس في "متحف الحربية العسكري" بمدينة اسطنبول بتركيا (بالتركية: Harbiye Askeri Müze)‏. وتتباهي المصادر على أن بعض رماة السهام العثمانيين المشهورين بقوتهم كانوا يتمكنون من تجهيز أقواس "شديدة" بيدٍ واحدةٍ فقط.

## معرض الصور
|  |  |  |

|  |  |  |

## روابط خارجية
- https://web.archive.org/web/20131005053134/http://www.ahilik.gen.tr/
- http://www.turkokculugu.com نسخة محفوظة 2020-08-07 على موقع واي باك مشين.
- http: //www.kemankes.com14+ سبتمبر +2008
- http://forum.turkokculugu.com/index.php نسخة محفوظة 2011-06-02 على موقع واي باك مشين.
- http://www.gelenekselturkokculugu.com/ نسخة محفوظة 2011-06-02 على موقع واي باك مشين.